# Mourjou (affluent du Lot)
Le Mourjou est une  rivière du sud-ouest de la France, dans les départements du Cantal et de l'Aveyron, sous-affluent de la Garonne par le Lot.

## Géographie
De 12,1 km de longueur, le Mourjou prend sa source dans le département du Cantal commune de Cassaniouze et se jette dans le Lot sur la commune de Saint-Parthem dans l'Aveyron  en rive droite.

### Départements et communes traversées
- Cantal : Cassaniouze, Puycapel.
- Aveyron : Saint-Santin, Grand-Vabre, Saint-Parthem.

## Principaux affluents
- Ruisseau de la Rouquayrie : 1,9 km
- Ruisseau de Piganiol : 2,5 km
- Ruisseau du Camp : 4,2 km